# 小山 (品川區)
小山（日语：／ Koyama */?）是東京都品川區的町名。現行行政地名為小山一丁目至小山七丁目。郵遞區號為142-0062。

## 地理
北鄰小山台，東北接西五反田，東與南連荏原，西南通目黑區洗足、原町，西接目黑區目黑本町。
全町為台地，五丁目與六丁目以立會川為界。
本町是介於東急目黑線（舊目蒲線）與中原街道的狹長町域。七丁目為戰前形成的高級住宅區洗足田園都市一部分。立會川沿岸過去為西小山三業地（花街。昭和3年核准、昭和4年開業。戰後指定為赤線）。三丁目有都內最長的拱廊商店街「武藏小山商店街」（PALM）。

## 歷史
江戶時代稱為小山村。明治時期為東京府荏原郡小山村，1889年（明治22年）實施町村制，與附近的中延村、戶越村合併成立平塚村後保留為大字名。此時的小字有瀧原下、瀧原、辯天町、池谷、南耕地等。立會川沿岸過去為西小山三業地。平塚村大字小山，後陸續改制成荏原町大字小山、荏原區小山町，為現在的小山一丁目至七丁目

### 地名由來
寛永2年（1625年），江戶幕府的朱印狀記載「小山村」，是目前最早的紀錄。目前較可信的說法是地內鎮守小山八幡神社的社殿是位在一座小山丘上而得名。

## 交通

### 鐵路
東急目黑線在町內設置武藏小山站、西小山站。南部也可利用洗足站。

## 設施
- 武藏小山站、西小山站
- 品川區立後地小學校
- 品川區立小山小學校
- 品川區立荏原第六中學校
- 東京都立小山台高等學校
- 品川區立中原保育園
- 社會福祉法人石井保育園
- KIDS ROOM GRIMM
- 七色保育園
- 品川小山三郵便局
- 品川小山五郵便局
- 荏原消防署小山消防出張所
- 辯天神社
- 嚴島神社

## 備註
1. ↑  .   [2013年8月7日]. （原始内容存档于2014年2月23日） （日语）.
2. ↑  東京市企画局都市計画課『東京市町名沿革史（下巻）』，東京市，1938年8月，PP256-257。
3. ↑   (PDF).   [2013-08-08]. （原始内容存档 (PDF)于2013-06-25） （日语）.

## 外部連結
- 都市再生願景（品川區城市發展事業部）（日語）